# 琦琦
琦琦（1967年9月29日—），原名費琦，香港資深女性模特兒，香港藝人任達華之妻。香港永久居民，奧地利國籍，籍貫江蘇省蘇州市吳江區同里镇，上海出生、奧地利長大，20歲開始在香港發展。

## 生平
籍貫江蘇省蘇州市吳江區，1967年生于上海，13歲時隨父母移民奧地利。
琦琦在奧地利維也納長大，在剛進大學的暑假期間，在街上被一名模特兒經理人看中，邀請加入其模特兒公司，其後以她高貴典雅的氣質在歐洲時尚界闖出名堂。
因拍攝護膚品品牌SK-II的電視廣告而廣為港人所熟悉，連續多年擔任SK-II的代言人。她亦曾為鐘錶品牌歐米茄、內衣品牌MAGIFIT、首飾品牌Artini等拍攝廣告。
1987年到香港發展。1997年11月，琦琦與香港演員任達華結婚，2004年誕下女兒任晴佳。琦琦亦曾與丈夫、與女兒一起拍攝廣告。
2017年，琦琦當上老闆娘，為自己的珠寶牌子 QQM 做生招牌，更開設了工作室，展示她的首飾，亦可以招呼朋友。

## 演出作品

### 電影
- 1991年《火燒島》 飾 琦琦
- 1999年《流星語》 飾 王少君

### 電視節目
| 年度 | 劇名     | 備註 |
| ---- | -------- | ---- |
| 2015 | 爱上超模 |      |

## 出版作品

### 書籍
- 2003年《琦琦的選擇》[11]